# 1950 في تونس
فيما يلي قوائم الأحداث التي وقعت خلال عام 1950 في تونس.